# Буковинська Зоря
«Буковинська Зоря» — перший український літературний та науковий часопис на Буковині.
Часопис «Буковинська Зоря» видавався 1870 року в Чернівцях. Видавець — викладач Чернівецької гімназії Іван Глібовецький. Співробітники: І.Браник, С.Воробкевич, Ф.Калитовський, С.Мартинович, О.Прокопович та ін. 
Спершу виходив як тижневик, останні два номери представлені як місячник. 
Додержувався москвофільського (див. Москвофільство) спрямування. Друкувався церковнослов'янською мовою у друкарні Р.Екгардта. Публікувалися матеріали з історії Буковини, місцевих старожитностей, етнографії, громадського та культурного життя, поезії, торговельна інформація, оголошення для власників і орендарів млинів. У 3–4 номерах опубліковані «Уставы Русской Бесіды в Черновцах на Буковині». Надрукований цикл публікацій «Из документов молдавских и волошских водов (воєвод)». Вийшло 16 номерів, останній — 30 травня 1870.